# Jehoszua Prawer
Jehoszua Prawer, Joshua Prawer (hebr. יהושע פרַאוֶור; ur. 22 listopada 1917 w Będzinie, zm. 30 kwietnia 1990 w Jerozolimie) – izraelski mediewista, specjalizujący się w dziejach krucjat i Królestwa Jerozolimskiego.
Współzałożyciel Uniwersytetu Hajfy i Uniwersytetu Ben Guriona.

## Publikacje
- Histoire du Royaume latin de Jérusalem, Paris: Éditions du CNRS 1969.
- Le monde byzantin, Paris: Éditions du CNRS 1970.
- The Latin kingdom of Jerusalem: European colonialism in the Middle Ages, Londres: Weidenfeld and Nicolson 1972.
- The world of the Crusaders, Londres: Weidenfeld and Nicolson 1972.
- Crusader institutions, Oxford: Clarendon Press 1980.
- The History of the Jews in the Latin Kingdom of Jerusalem, Oxford: Clarendon Press 1988.